# ATS HS1
Der ATS HS1 war der erste selbst konstruierte Rennwagen des deutschen Formel-1-Rennstalls ATS Racing. Das Fahrzeug entstand in drei Exemplaren und wurde in der Formel-1-Saison 1978 von sieben Fahrern eingesetzt. Weltmeisterschaftspunkte erzielte der ATS HS1 nicht.

## Hintergrund
Das 1969 gegründete Unternehmen Auto Technisches Spezialzubehör (ATS) ist ein Hersteller von Automobilzubehör, der in erster Linie Leichtmetallräder produziert. In den frühen 1970er-Jahren begann ATS unter der Führung seines Mitinhabers Günter Schmid, zu Werbezwecken als Sponsor von Motorsportveranstaltungen aufzutreten. 1975 finanzierte ATS dem finnischen Rennfahrer Mikko Kozarowitzky eine Saison in der Formel V. Im folgenden Jahr erschien ATS Wheels mit Kozarowitzky und Reinhold Joest als eigener Rennstall in der Formel 2, war dort aber nicht erfolgreich. Zu Beginn des Jahres 1977 übernahm ATS das Material des in Großbritannien ansässigen Formel-1-Teams Penske. ATS meldete in diesem Jahr den letztjährigen Penske PC4 für Jean-Pierre Jarier und erzielte schon in seinem ersten Rennen einen Weltmeisterschaftspunkt. Abgesehen davon verlief die Saison „chaotisch“ und brachte keine weiteren Erfolge. Für die Formel-1-Saison übernahm ATS das Material des ehemaligen Formel-1-Werksteams von March Engineering, das sich mit Ablauf der Saison 1977 aus der Formel 1 zurückgezogen hatte, und verlegte die Zentrale des Rennstalls in die alten March-Anlagen im britischen Bicester. Dort konstruierten ehemalige March-Mitarbeiter für Schmid ein eigenes Auto: den ATS HS1. Damit wurde ATS von einem Kundenteam zu einem eigenständigen Konstrukteur. Mit dem HS1 erreichte das Team nur wenige Zielankünfte, die alle außerhalb der Punkteränge lagen. Das Auto wurde noch vor Ablauf der Saison 1978 durch den neuen, kurzlebigen ATS D1 ersetzt.

## Konstruktion
Konstrukteure des ATS HS1 waren Robin Herd, einer der Gründer von March Engineering, und John Gentry. Einige Beobachter halten den HS1 für eine vollständige Neukonstruktion; nach anderen Quellen war er dagegen lediglich eine überarbeitete Version des 1976 von Geoff Ferris entworfenen Penske PC4, der sich seinerseits stark am March 751 von 1975 orientierte.
Der HS1 hatte ein Vollmonocoque aus Aluminium. Die vordere und die hintere Spur war im Vergleich zum PC4 jeweils leicht vergrößert worden (1500 mm zu 1422 mm vorn und 1525 mm zu 1473 mm hinten), die Aufhängung entsprach der des PC4 und dessen Vorgänger Penske PC3. Im Vergleich zum PC4 hatte der HS1 eine flachere Frontpartie und eine weniger zerklüftete Motorabdeckung. Als Antrieb diente ein Cosworth-DFV-Saugmotor mit 3,0 Litern Hubraum. Die Kraftübertragung übernahm ein Fünfganggetriebe von Hewland (Typ FG400). Die Reifen lieferte Goodyear.
In der Formel-1-Saison 1978 dominierte das Team Lotus, das mit der konsequenten Umsetzung des Bodeneffekts „die Formel 1 revolutioniert“ hatte. Einige Teams kopierten diese Technik bereits im Laufe der Saison. ATS hingegen erkannte die Vorzüge des Groundeffect zunächst nicht. Der ATS HS1, der in seiner Konzeption als veraltet galt, ließ sich auch nicht so umrüsten, dass unter den Seitenkästen ein Saugeffekt hätte entstehen können.
Kritiker monierten ein schlechtes Handling des Autos. Auch die technische Betreuung des Autos durch die Mechaniker sei mangelhaft gewesen. Jochen Mass gab an diesem Defizit in erster Linie Teamchef Günter Schmid die Schuld: Schmid habe sich, ohne Kenntnis zu haben, in viele Details eingemischt und den Mechanikern sogar „vorgeschrieben, wie sie einen Schraubenschlüssel zu halten haben“.

## Produktion
Vom ATS HS1 wurden im Laufe des Jahres drei Exemplare hergestellt. Den ganz überwiegenden Teil der Saison bestritt das Team mit den Chassis HS1/1 und HS1/2; das dritte Chassis erschien nur bei zwei Großen Preisen.
Die einzelnen Chassis wurden 1978 wie folgt eingesetzt:
| Grand Prix     | ATS HS1/1                   | ATS HS1/2                      | ATS HS1/3           |
| -------------- | --------------------------- | ------------------------------ | ------------------- |
| Argentinien    | Jochen Mass                 | Jean-Pierre Jarier             |                     |
| Brasilien      | Jochen Mass                 | Jean-Pierre Jarier Jochen Mass |                     |
| Südafrika      | Jean-Pierre Jarier          | Jochen Mass                    |                     |
| USA-West       | Jean-Pierre Jarier          | Jochen Mass                    |                     |
| Monaco         | Jean-Pierre Jarier          | Jochen Mass                    |                     |
| Belgien        | Jochen Mass Alberto Colombo |                                |                     |
| Spanien        | Jochen Mass                 | Alberto Colombo                |                     |
| Schweden       | Jochen Mass                 | Keke Rosberg                   |                     |
| Frankreich     | Jochen Mass                 |                                | Keke Rosberg        |
| Großbritannien | Jochen Mass                 | Keke Rosberg                   |                     |
| Deutschland    | Jochen Mass                 | Jean-Pierre Jarier             |                     |
| Österreich     | Jochen Mass                 | Hans Binder                    |                     |
| Niederlande    | Jochen Mass                 | Michael Bleekemolen            |                     |
| Italien        |                             | Harald Ertl                    | Michael Bleekemolen |
| USA-Ost        |                             | Michael Bleekemolen            |                     |
| Kanada         |                             | Michael Bleekemolen            |                     |

## Renneinsätze
Das ATS-Team meldete zu jedem Rennen des Jahres 1978 zwei Autos. Schmid verpflichtete insgesamt sieben Fahrer, die „gut, schlecht und irgendwo dazwischen angesiedelt“ waren. Die meisten von ihnen galten als Paydriver. Anfänglich war geplant, dass Robin Herd an den Rennwochenenden die Autos als Renningenieur betreuen sollte. Herd verließ das Team allerdings nach Unstimmigkeiten mit Schmid bereits vor dem ersten Saisonrennen. Sein Nachfolger wurde John Gentry.

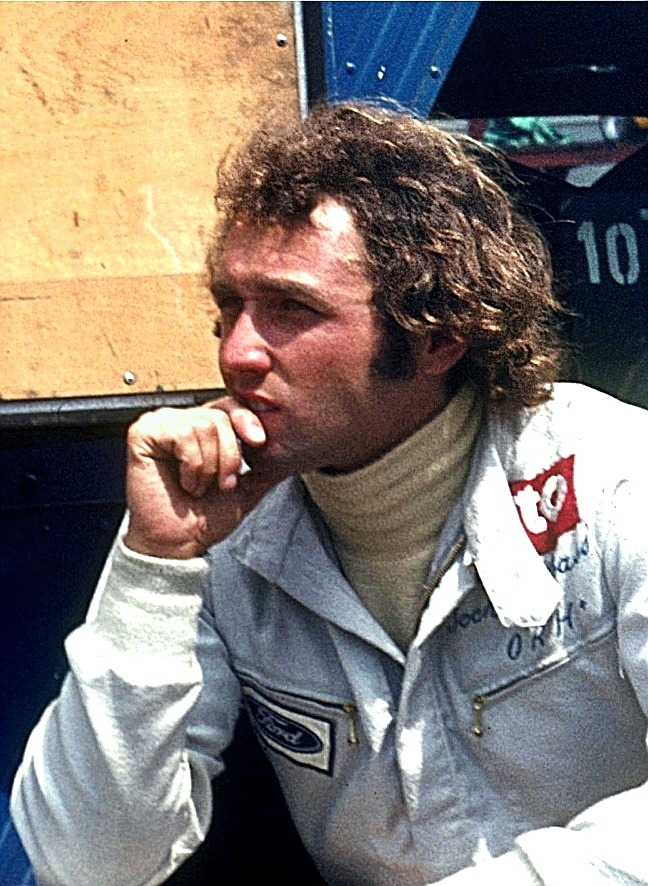
Erzielte das beste Rennergebnis des HS1: Jochen Mass

Stammfahrer war Jochen Mass, der von 1974 bis 1977 im etablierten und im Vergleich zu ATS deutlich größeren britischen Team McLaren als zweiter Mann neben Emerson Fittipaldi und James Hunt eingesetzt worden war. Er galt als erfahrener Pilot, der dem Team Stabilität geben sollte. Mass begründete seinen Wechsel zu ATS mit der Person Robin Herds, dem er die Konstruktion leistungsfähiger Rennwagen zutraute.
Mass bestritt die ersten 13 Rennen des Jahres für ATS. Er kam sechsmal ins Ziel; sein bestes Ergebnis war der siebte Platz beim zweiten Rennen des Jahres in Brasilien. Allerdings sorgte dieses Rennen für einige Unruhe im Team. Mass hatte sein Auto bei einem Trainingsunfall schwer beschädigt. Günter Schmid wies ihm daraufhin für das Rennen den Wagen seines Teamkollegen zu, der daraufhin, obwohl er einen deutlich besseren Startplatz als Mass erreicht hatte, am Rennen nicht teilnehmen konnte. Sowohl in Österreich als auch in den Niederlanden verpasste Mass die Qualifikation. In der Woche nach dem Zandvoort-Rennen verunglückte Mass bei einem Testunfall in Silverstone schwer; er musste daraufhin sein Formel-1-Engagement für den Rest der Saison beenden. Sein Nachfolger war der Niederländer Michael Bleekemolen, der bei vier Einsätzen für ATS nur einmal die Qualifikation bestand. Beim Großen Preis der USA Ost in Watkins Glen ging er als 25. und Vorletzter ins Rennen, musste aber wegen eines Defekts der Ölpumpe nach 43 von 59 Runden vorzeitig aufgeben.
Für das zweite Auto war anfänglich Bruno Giacomelli vorgesehen, der sich allerdings nach ersten Verhandlungen mit ATS für das im Entstehen befindliche Formel-1-Team von Alfa Romeo entschied. Statt seiner fuhr in den ersten fünf Rennen des Jahres Jean-Pierre Jarier, der bereits im Vorjahr Stammpilot bei ATS gewesen war. Jarier kam dreimal ins Ziel; sein bestes Ergebnis war Platz acht beim dritten Weltmeisterschaftslauf des Jahres in Südafrika. Zum Großen Preis von Deutschland kehrte er noch einmal zu ATS zurück. Hier verpasste er die Qualifikation.
Beim Großen Preis von Belgien debütierte der italienische Rennfahrer Alberto Colombo im zweiten ATS. Ohne jemals zuvor im HS1 gesessen zu haben, überstand er in Zolder die Vorqualifikation; hier setzte er sich gegen Arturo Merzario und Héctor Rebaque durch. Im Zeittraining verpasste Colombo allerdings die Qualifikation um mehr als eine Sekunde; er war über fünf Sekunden langsamer als der Polesitter Mario Andretti (Lotus). Auch beim folgenden Rennen in Spanien schied Colombo in der Qualifikation aus.
Zum folgenden Rennen in Schweden wurde Colombo durch den Finnen Keke Rosberg ersetzt, der eigentlich bei Theodore Racing unter Vertrag stand, nach dem vorübergehenden Rückzug seines Teams aus der Formel 1 aber für die Rennen des Frühsommers ohne Cockpit war. Rosberg startete in Schweden, Frankreich und Großbritannien im zweiten ATS. Er qualifizierte sich für jedes Rennen und kam zweimal – als 15. in Anderstorp und als 16. in Paul Ricard – ins Ziel. Danach schlossen sich wieder Rennverpflichtungen für Theodore an. Für die letzten beiden Rennen des Jahres 1978 kehrte Rosberg zu ATS zurück; hier fuhr er allerdings den neu konstruierten ATS D1.
Zu den letzten vier europäischen Rennen meldete ATS vier unterschiedliche Fahrer für den zweiten HS1: Jarier für den Großen Preis von Deutschland, Hans Binder für das Rennen in Österreich, Michael Bleekemolen für den Großen Preis der Niederlande und Harald Ertl für das Rennen in Italien. Keiner von ihnen qualifizierte sich.

## Rennergebnisse in der Formel 1
| Fahrer                           | Nr.                              | 1  | 2   | 3   | 4   | 5   | 6   | 7   | 8  | 9  | 10  | 11  | 12  | 13  | 14  | 15  | 16  | Punkte | Rang |
| -------------------------------- | -------------------------------- | -- | --- | --- | --- | --- | --- | --- | -- | -- | --- | --- | --- | --- | --- | --- | --- | ------ | ---- |
| Automobil-Weltmeisterschaft 1978 | Automobil-Weltmeisterschaft 1978 |    |     |     |     |     |     |     |    |    |     |     |     |     |     |     |     | 0      | —    |
| J. Mass                          | 9                                | 11 | 7   | DNF | DNF | DNQ | 11  | 9   | 13 | 13 | NC  | DNF | DNQ | DNQ |     |     |     | 0      | —    |
| M. Bleekemolen                   | 9                                |    |     |     |     |     |     |     |    |    |     |     |     |     | DNQ | DNF | DNQ | 0      | —    |
| J-P. Jarier                      | 10                               | 12 | DNS | 8   | 11  | DNQ |     |     |    |    |     | DNQ |     |     |     |     |     | 0      | —    |
| A. Colombo                       | 10                               |    |     |     |     |     | DNQ | DNQ |    |    |     |     |     |     |     |     |     | 0      | —    |
| K. Rosberg                       | 10                               |    |     |     |     |     |     |     | 15 | 16 | DNF |     |     |     |     |     |     | 0      | —    |
| H. Binder                        | 10                               |    |     |     |     |     |     |     |    |    |     |     | DNQ |     |     |     |     | 0      | —    |
| M. Bleekemolen                   | 10                               |    |     |     |     |     |     |     |    |    |     |     |     | DNQ |     |     |     | 0      | —    |
| H. Ertl                          | 10                               |    |     |     |     |     |     |     |    |    |     |     |     |     | DNQ |     |     | 0      | —    |

| Legende  | Legende            | Legende                                                          |
| Farbe    | Abkürzung          | Bedeutung                                                        |
| -------- | ------------------ | ---------------------------------------------------------------- |
| Gold     | –                  | Sieg                                                             |
| Silber   | –                  | 2. Platz                                                         |
| Bronze   | –                  | 3. Platz                                                         |
| Grün     | –                  | Platzierung in den Punkten                                       |
| Blau     | –                  | Klassifiziert außerhalb der Punkteränge                          |
| Violett  | DNF                | Rennen nicht beendet (did not finish)                            |
| Violett  | NC                 | nicht klassifiziert (not classified)                             |
| Rot      | DNQ                | nicht qualifiziert (did not qualify)                             |
| Rot      | DNPQ               | in Vorqualifikation gescheitert (did not pre-qualify)            |
| Schwarz  | DSQ                | disqualifiziert (disqualified)                                   |
| Weiß     | DNS                | nicht am Start (did not start)                                   |
| Weiß     | WD                 | zurückgezogen (withdrawn)                                        |
| Hellblau | PO                 | nur am Training teilgenommen (practiced only)                    |
| Hellblau | TD                 | Freitags-Testfahrer (test driver)                                |
| ohne     | DNP                | nicht am Training teilgenommen (did not practice)                |
| ohne     | INJ                | verletzt oder krank (injured)                                    |
| ohne     | EX                 | ausgeschlossen (excluded)                                        |
| ohne     | DNA                | nicht erschienen (did not arrive)                                |
| ohne     | C                  | Rennen abgesagt (cancelled)                                      |
| ohne     | keine WM-Teilnahme |                                                                  |
| sonstige | P/fett             | Pole-Position                                                    |
| sonstige | 1/2/3/4/5/6/7/8    | Punktplatzierung im Sprint-/Qualifikationsrennen                 |
| sonstige | SR/kursiv          | Schnellste Rennrunde                                             |
| sonstige | *                  | nicht im Ziel, aufgrund der zurückgelegten Distanz aber gewertet |
| sonstige | ()                 | Streichresultate                                                 |
| sonstige | unterstrichen      | Führender in der Gesamtwertung                                   |